# 呂広
呂 広（りょ こう、生没年不詳）は、中国三国時代の呉の政治家・医者。別名は呂博あるいは呂博望で、こちらの名の方が有名である。

## 生涯
呂広（呂博・呂博望）の史書での記述は少なく、わずかに呂博が「少し医術によって有名で、脈を診察して病気をあてるのを得意とした」とあり、赤烏2年（239年）に呉の太医令となり、『玉匱針経』を編纂したことが知られている。
他の業績では、『黄帝衆難経』（『難経』もしくは『八十一難経』ともいう）に注釈をつけた最初の人物とされる。呂広の注釈書は唐初にまだ存在が確認されているが、元初に編纂された『宋史』では、唐末から五代十国時代初期にこの書が失われた可能性が記されている。